# Lorísids
Els lorísids (Lorisidae) o lòrids (Loridae) són una família de primats estrepsirrins. Els lorísids són esvelts animals arboris. Inclouen els loris i els potos.

## Classificació filogenètica
Diversos primatòlegs es basen en arguments paleobiogeogràfics per considerar Galagidae i Lorisidae com a components de l'infraordre Lorisiformes, tot i que els estudis biològics no són contundents. Mentre que els galàgids (Galagidae) són omnívors, saltadors i s'agafen pels arbres, els lorísids mengen insectes i grimpen per alternança de mans i peus quan caminen per les branques dels boscos. Se sap per fòssils de gàlags trobats a l'Àfrica que aquestes espècies sorgiren durant el Miocè (25 a 5 MA). En canvi, els lòrids són descendents d'un antecessor comú que habitava des de l'Àfrica fins a l'Àsia tropical, abans de l'assecament que es produí durant el Miocè, en el qual els deserts del Sàhara, Aràbia Saudita, Iraq, Iran, Pakistan i Nord-est de l'Índia van trencar la continuïtat selvàtica amb Àfrica. Això va significar l'especialització en diverses espècies de lorísids.

## Localització
Els lòrids els trobem al sud-est Asiàtic i a l'Àfrica central en els boscos tropicals densament poblats. Països on trobem lòrids: Índia, Filipines, Congo, Bangladesh, Vietnam, Tailàndia (entre d'alteres).

## Hàbitat
El lorísids habiten a les zones de selva tropical o bosc dens. Aquest clima es caracteritza per tenir unes temperatures altes relativament constants i unes precipitacions molt abundants i distribuïdes força regularment durant tot l'any. També trobem una elevada humitat atmosfèrica, rarament per sota del 80%. És, doncs, un clima hiperhumit.
Els boscos densos o selves tropicals són habitats amb una gran biodiversitat i una densitat espectacular de biomassa. El repte més important que tenen els lòrids i els gàlags és la competència amb altres espècies per aconseguir aliment.

### Competència
Les espècies que competeixen amb els gàlags i els lòrids són insectívores, ja que aquest és el principal aliment del gàlags i lòrids.
- Hiposideros bicolor (ratpenat de l'Àsia que trobem a moltes selves tropicals, insectívor)
- Chiromantis rufescens (granota insectívora que es troba al Congo)
- Macronus gularis (ocell insectívor de la selva tropical del sud-est d'Àsia)
- Chamaeleo bitaeniatus (camaleó que podem trobar a molts països d'Àfrica)

Malgrat l'abundància de biomassa i la gran quantitat de vegetació que hi ha en aquest bioma, no ens ha de fer pensar que és senzill obtenir l'aliment a base de vegetals. La majoria de plantes que hi trobem no són comestibles i moltes d'elles són tòxiques. Per tant, malgrat la gran quantitat de vegetació, els lòrids continuaran tenint dificultats a l'hora d'obtenir l'aliment. Es poden trobar rarament casos d'espècies que s'hagin especialitzat en una alimentació herbívora en aquest bioma.
Alguns exemples de plantes tòxiques d'aquest hàbitat són:
- Rhododendron ponticum (conté alcaloides verinosos, a part de la selva tropical d'Àsia, es troba a molt altres llocs del món)
- Calamus muelleri (canyes molt llargues, les parts joves amb espines)
- Dendrocnide moroides (arbust, fulles amples amb vellositat que irrita la pell)
- Diplocyclos palmatus (té fruits que semblen síndries en miniatura, de color vermell molt cridaner i amb unes llavors blanquinoses molt tòxiques)

### Depredació
En un ecosistema tan ric d'espècies, el risc de ser víctima d'un depredador és, òbviament, molt alt. Per això un altre factor que condiciona l'especialització d'aquests animals és el risc de ser depredats. Encara es compliquen més les coses si tenim en compte que moltes adaptacions no només són preventives, sinó que també serveixen per obtenir aliment.
En ser els lòrids espècies nocturnes, se'n tenen poques dades de quins són els seus depredadors. Els estudiosos del tema creuen que aquests depredadors són principalment òlibes, serps, felins salvatges i mamífers carnívors més grans que ells, com per exemple els goril·les.

### Mobilitat i costums
La competència entre animals fa que alguns s'especialitzin a portar una vida nocturna. Això condicionarà decisivament la seva morfologia i els seus hàbits. Aquest és el cas, com veurem, dels gàlags i els lòrids.
Un hàbitat tan frondós condiciona decisivament la locomoció de les espècies que hi viuen. Així doncs, en aquest ambient l'arboricolisme tindrà una gran importància entre els animals. Aquests s'hauran d'adaptar per desplaçar-se amb agilitat a través dels arbres i les plantes. Com observarem, els animals presenten diferents adaptacions per facilitar aquests desplaçaments.

### Insectes
Un altre factor important a tenir en compte en aquest hàbitat és l'abundància d'insectes. S'ha comptabilitzat que als boscos plujosos hi ha entre uns 2 i uns 80 milions d'espècies d'insectes (destacable tenint en compte que el nombre total de les altres espècies és 800.000). Aquest fet es deu a factors diversos, entre els quals trobem les seves dimensions i la seva especialització alimentària. L'abundància d'insectes i el fet que aquests habitin els estrats més alts del bosc dens també és un condicionant per a la vida, ja que empenyerà els animals a l'arboricolisme.

## Descripció
En un medi forestal tan complex la proporció de fauna arborícola és elevada en tots els grups d'animals. Els lòrids presenten diverses adaptacions relacionades amb l'arboricolisme. Entre les branques frondoses, hi ha força més aliment del que hi pugui haver a terra, i un ambient més complex i més estructurat.
Les extremitats posteriors són molt més llargues i fortes que les davanteres, fet que els ajuda a moure's a través de les branques amb eficiència. La cua és sempre molt peluda i més llarga en comparació amb el cos i l'utilitzen activament per millorar la seva locomoció al balancejar-se.

## Metabolisme i alimentació
Els lòrids tenen una baixa taxa metabòlica, taxes de creixement lent, taxes de desenvolupament lentes i una reproducció més reduïda. Això és conseqüència de l'adaptació dels lòrids a la dieta d'insectes tòxics.
Els lòrids tenen un ritme metabòlic molt baix amb relació a altres mamífers de la seva mida i un estil de vida molt lent. Reben una entrada d'energia molt baixa utilitzable a causa d'una dieta de baixa energia que conté elevades quantitats de toxines i inhibidors de digestió. El metabolisme, doncs, és baix a causa de la necessitat de desintoxicar compostos secundaris de la dieta.
Aquest metabolisme baix condiciona la seva locomoció. Els lòrids travessen l'espessa vegetació amb un moviment molt lent i suau que els permet evitar depredadors. Per facilitar aquests moviments tenen les extremitats davanteres i posteriors de la mateixa longitud. Es poden quedar immòbils hores, inclús dies. Aquesta és la principal adaptació dels lòrids a la selva tropical. Els podem definir com a trepadors lents però segurs.
Segons estudis realitzats sobre el loris pigmeu, una espècie de lòrids, aquests animals ingereixen una mitjana de 9,28 ± 0,48 g d'aliment en pes sec per dia. Es creu que guanyen 160,94 ± 8,05 kJ / dia del menjar i que, per tant, la seva capacitat digestiva és del 82,84 ±1,98%. Totes aquestes característiques de l'energia metabòlica d'aquesta espècie de lòrids estan relacionades amb la seva massa corporal, clima i hàbitat.
Els lòrids mengen formigues, insectes nocius, termites o erugues, molts d'aquests insectes són tòxics. L'avantatge principal d'una dieta “tòxica” és un subministrament abundant i accessible d'aliments, ja que en ser tòxics tindran menys depredadors.
Un exemple seria la formiga de l'acàcia que pot provocar un adormiment molt prolongat al braç dels humans. En canvi la trobem en la dieta dels lòrids com un component més. Els lòrids utilitzen la seva pròpia orina escampada pels peus, mans i cara com a mecanisme de defensa contra la picada d'aquests insectes tòxics.
La dieta consisteix en una barreja d'insectes i altres animals petits, nèctar, petites aus, llangardaixos i fruita. L'alimentació a base d'insectes és una clara adaptació a la vida de la selva tropical, on, com ja hem dit, hi ha una elevada densitat d'insectes.
Tot i que els insectes dels quals s'alimenten són fàcils de trobar per l'olor, molts són irritants i els lòrids han hagut d'adaptar-se per sobreviure a la ingestió de toxines que produeixen aquests insectes, com ja hem explicat abans.
Les fruites els subministren hidrats de carboni mentre que els teixits de l'animal els proporcionen altres substàncies nutritives essencials com les proteïnes. Les lleguminoses són grans aportadors de calci.

## Hàbits
Mostren una olor marcada, ja que les mans i les plantes dels peus estan impregnades amb orina. Es comuniquen parlant entre ells i marcant el seu camí amb orina. Cap al final de la nit, els membres del grup realitzen una trucada especial per reunir-se tots a dormir en un niu fet de fulles, en un grup de branques o en un forat a l'arbre. Tenen unes glàndules als colzes que segreguen un líquid que els ajuda en la comunicació, aquest líquid té una composició diferent en cada espècie.
Viuen en comunitats socials i són polígams. La majoria d'espècies donen lloc a una sola cria, però alguns tenen regularment bessons. El període de gestació mitjà dura entre 112 i 136 dies segons l'espècie. Els gàlags neixen amb els ulls entreoberts, incapaços de moure's independentment. Després d'uns dies, la mare carrega el seu fill amb la boca i el deixa a les branques per alimentar-lo.

## Taxonomia
Aquesta família de primats està formada per 5 gèneres i 11 espècies.
- Família Lorisidae
  - Subfamília Lorisinae: loris
    - Gènere Loris: loris esvelts
      - Loris esvelt gris (Loris lydekkerianus)
      - Loris esvelt vermell (Loris tardigradus)

    - Gènere Nycticebus: loris lents
      - Loris de Bengala (Nycticebus bengalensis)
      - Loris de Borneo (Nycticebus menagensis)
      - Loris de Java (Nycticebus javanicus)
      - Loris lent (Nycticebus coucang)

    - Gènere Xanthonycticebus:
      - Loris pigmeu (Xanthonycticebus pygmaeus)

  - Subfamília Perodicticinae: potos
    - Gènere Arctocebus: potos daurats
      - Anguatib daurat (Arctocebus aureus)
      - Anguatib daurat de Calabar  (Arctocebus calabarensis)

    - Gènere Perodicticus
      - Poto (Perodicticus potto)

    - Gènere Pseudopotto
      - Fals poto (Pseudopotto martini)

També es troben dins dels lorísids, les dues espècies del gènere extint Karanisia.